# Audacia es el juego
Audacia es el juego fue un programa de la televisión estadounidense transmitido por NBC del 20 de septiembre de 1968 al 19 de marzo de 1971, con un total de 76 episodios. Los protagonistas eran Tony Franciosa como Jeff Dillon, Gene Barry como Glenn Howard, Robert Stack como Dan Farrell y Susan Saint James como Peggy Maxwell. La trama es una mezcla de aventura y misterio.

## Trama
El magnate Glenn Howard, dueño de "Publicaciones Howard", personaje encarnado por Gene Barry, dirige la "Revista del Crimen", o "Crime", pero además adelanta sus propias investigaciones periodísticas junto a sus tres colaboradores: Jeff Dillon, interpretado por Anthony Franciosa, Dan Farrell, Robert Stack, agente retirado del FBI, y editor de la "Revista del Crimen" que combatía el crimen organizado. 
El otro personaje, el femenino, era Peggy Maxwell, una joven asistente investigadora, interpretada por Susan Saint James, algo inexperta pero dotada de gran audacia y belleza, la misma que ponía el toque de humor e ingenio a la serie. 
Pero esto era solo el eje argumental sobre el que se deslizaron temas álgidos y controvertidos en los Estados Unidos de 1968 a 1971, temas como la corrupta sociedad norteamericana que vivía en La Habana y que fue expulsada por Fidel Castro, o las protestas estudiantiles de París, o las protestas contra la Guerra de Vietnam o los inicios de las reivindicaciones ecologistas.
Todos estos temas fueron tratados en forma asombrosamente dinámica, equilibrando perfectamente la emoción, la acción, el drama y el humor con la crítica social.
Además de este atractivo, por los episodios de "Audacia es el Juego", desfilaron grandes glorias del cine como Robert Webber, Jeanne Crain, la famosa y sofisticada Zsa Zsa Gabor, el carismático Sammy Davis Jr., o John Payne, héroe de tantos y tantos westerns de los cincuenta.
Como dato curioso, los tres protagonistas masculinos de la serie, Gene Barry, Anthony Franciosa, y Robert Stack, fallecieron entre 2006 y 2009; solo la actriz Susan Saint James continua con vida y actuando, nada de extrañar dado que la serie fue emitida por vez primera hace cincuenta y seis años...
La serie se desarrolló a partir de un piloto hecho para la televisión bajo el nombre en inglés de "FAME IS THE NAME OF THE GAME" (1966), y que fue dirigido por Stuart Rosenberg, que contaba con las actuaciones de Tony Franciosa y Susan Saint James. En 1968 adoptó un formato de serie de televisión con episodios de 90 minutos, rotando a tres protagonistas distintos.

## Listado de Episodios

### 1ª Temporada
1. Fear of High Places
2. Witness
3. The Taker
4. Collector's Edition
5. Nightmare
6. Incident in Berlin
7. Shine On, Shine On, Jesse Gil
8. Lola in Lipstick
9. The Protector
10. The Ordeal
11. The White Birch
12. High on a Rainbow
13. The Black Answer
14. Pineapple Rose
15. The Revolutionary
16. Swinger's Only
17. The Inquiry
18. The Incomparable Connie Walker
19. Love-In at Ground Zero
20. The Suntan Mob
21. Keep the Doctor Away
22. The Bobby Currier Story
23. A Wrath of Angels
24. The Third Choice
25. Breakout to a Fast Buck
26. An Agent for the Plaintiff

### 2ª Temporada
1. Lady on the Rocks
2. A Hard Case of the Blues
3. Blind Man's Bluff
4. The Emissary
5. Chains of Command
6. Good-bye Harry
7. Give Till It Hurts
8. The Perfect Image
9. The Prisoner Within
10. The Civilized Men
11. High Card
12. The Power
13. Laurie Marie
14. The Tradition
15. The Brass Ring
16. Island of Gold and Precious Stones
17. The Takeover
18. The Garden
19. Tarot
20. The King of Denmark
21. The Skin Game
22. Man of the People
23. Echo of a Nightmare
24. Jenny Wilde Is Drowning
25. One of the Girls in Research
26. The Other Kind of Spy

### 3ª Temporada
1. So Long Baby, and Amen
2. A Love to Remember
3. Cynthia Is Alive and Living in Avalon
4. Battle at Gannon's Bridge
5. The Enemy Before Us
6. The Time Is Now
7. The War Merchants
8. Little Bear Died Running
9. All the Old Familiar Faces
10. I Love You, Billy Baker; Part 1
11. I Love You, Billy Baker; Part 2
12. Why I Blew Up Dakota
13. Aquarius Descending
14. The Glory Shouter
15. A Sister from Napoli
16. LA 2017
17. The Man Who Killed a Ghost
18. Seek and Destroy
19. A Capitol Affair
20. The Savage Eye
21. Appointment in Palermo
22. Beware of the Watchdog
23. The Broken Puzzle
24. The Showdown

### Directores
Barry Shear, John Llewellyn Moxey, Marvin Chomsky, Lamont Johnson, William Graham y Boris Sagal.

### Créditos del guion
(en orden alfabético)
- Philip Wylie	 	 Escritor (episode "L.A. 2017")

Producida por
- George Eckstein	 ....	productor (capítulos de Robert Stack, empezando la 2ª Temporada)
- Dean Hargrove	 ....	productor (episodio "L.A. 2017")
- William Koenig	 ....	productor adjunto (capítulos de Gene Barry, empezando la 2ª Temporada)
- Norman Lloyd	 ....	productor (capítulos de Tony Franciosa, empezando la 2ª Temporada)
- Leslie Stevens	 ....	productor (episodio "Black Problem, The")

Música original por
- Benny Carter